# Hemigrammus tocantinsi
Hemigrammus tocantinsi är en fiskart som beskrevs av Carvalho, Bertaco och Jerep 2010. Hemigrammus tocantinsi ingår i släktet Hemigrammus och familjen Characidae. Inga underarter finns listade i Catalogue of Life.